# Paul Schmidt (szachista)
Paul Felix Schmidt (ur. 20 sierpnia 1916 w Narwi, zm. 11 sierpnia 1984 w Allentown) – estoński szachista, mistrz międzynarodowy od 1950 roku, z zawodu chemik.

## Kariera szachowa
Pierwsze sukcesy szachowe zaczął odnosić w połowie lat 30. XX wieku. W 1935 r. zwyciężył w Tallinnie (przed Paulem Keresem), a w 1937 r. – w Parnawie (przed Salomonem Flohrem, Paulem Keresem, Gideonem Ståhlbergiem i Ksawerym Tartakowerem), zdobywając tytuł mistrza Estonii. W latach 1937 i 1939 dwukrotnie reprezentował narodowe barwy na szachowych olimpiadach, w 1939 r. zdobywając w Buenos Aires brązowy medal. Od 1938 r. mieszkał w Niemczech i startował w turniejach rozgrywanych na terenie III Rzeszy, m.in. dzieląc I miejsca w Bad Oeynhausen (1941, mistrzostwa Niemiec, wspólnie z Klausem Junge, którego następnie w dodatkowym meczu o złoty medal rozegranym w 1941 r. w Bydgoszczy pokonał w stosunku 3½-½) i w Krakowie oraz Warszawie (1941, wspólnie z Aleksandrem Alechinem) oraz zajmując III m. w Salzburgu (1943, za Paulem Keresem i Aleksandrem Alechinem) i zajmując II m. w Wiedniu (1943, za Josefem Lokvencem).
Po zakończeniu II wojny światowej startował w wielu turniejach rozgrywanych w Europie, sukcesy odnosząc m.in. w Hamburgu (1946. dz. II-III m. za Wilfriedem Lange, wspólnie z Carlem Ahuesem), Kassel (1947, II m. za Jefimem Bogolubowem), Heidelbergu (dz. III-V m. za Wolfgangiem Unzickerem i Nicolasem Rossolimo, wspólnie z m.in. Albéricem O’Kelly de Galwayem) oraz Saarbrücken (1950, II m. za Albéricem O’Kelly de Galwayem).
W 1949 r. wydał w Niemczech książkę Schachmeister denken (Mistrzowie szachowi myślą, wydawnictwo Dietmannsriel-Allgau). Na początku lat 50. wyjechał do Kanady, a następnie do Stanów Zjednoczonych, gdzie osiadł na stałe, jednocześnie kończąc szachową karierę.
Według retrospektywnego systemu Chessmetrics, w grudniu 1943 r. zajmował 9. miejsce na świecie z wynikiem 2696 punktów.